# Przybliżenie Sommerfelda
Przybliżenie Sommerfelda wyprowadził Arnold Sommerfeld na potrzeby obliczeń w statystyce kwantowej
{\displaystyle \int \limits _{0}^{\infty }f(E){\frac {1}{e^{-{\frac {E-\mu }{kT}}}+1}}\;dE\approx \int \limits _{0}^{\mu }{f(E)}\;dE+{\frac {1}{6}}\pi ^{2}k^{2}T^{4}\left.{\frac {df(E)}{dE}}\right|_{E=\mu }}